# Sherco

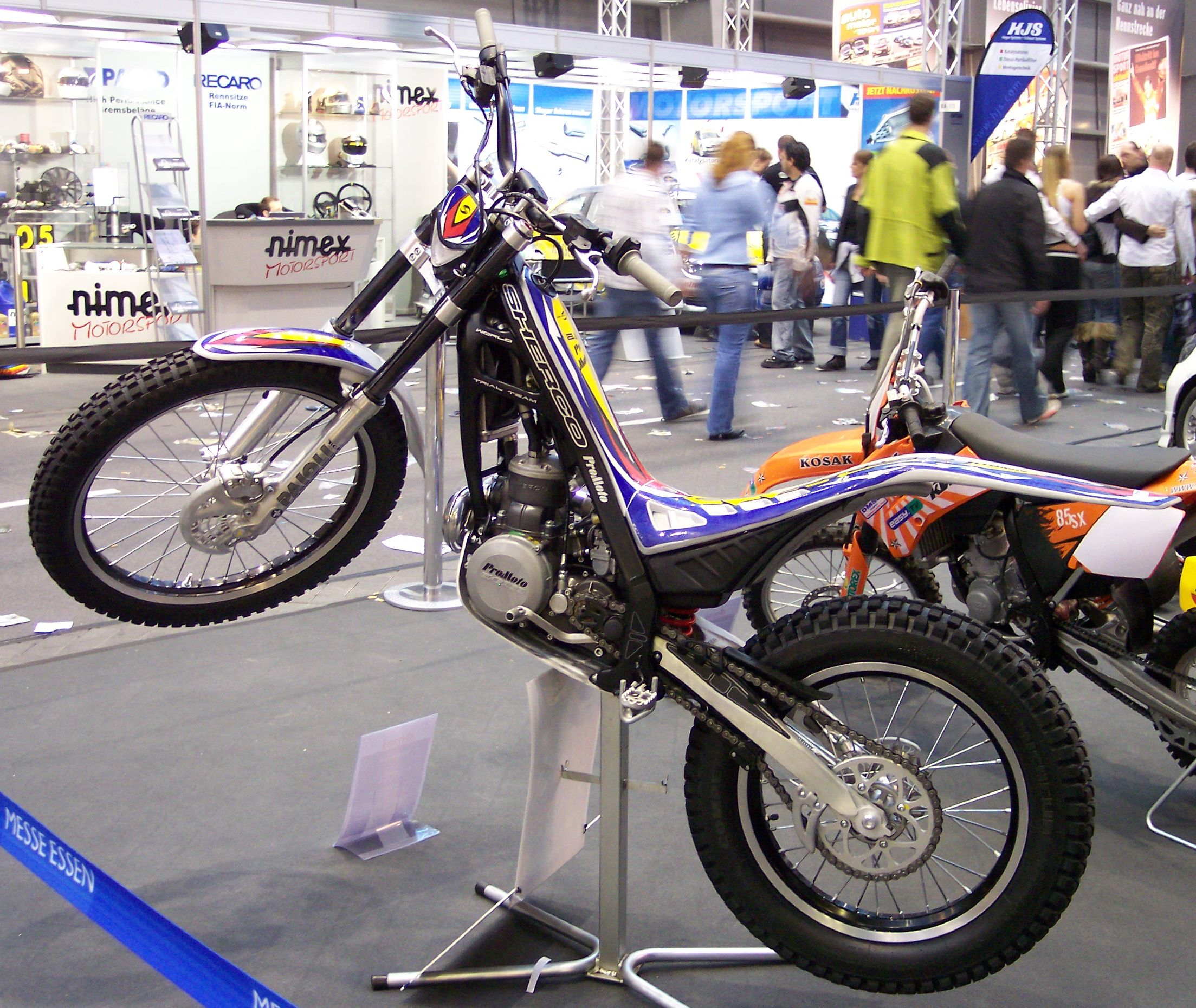
Sherco Trial-Motorrad mit 294 cm³ Hubraum

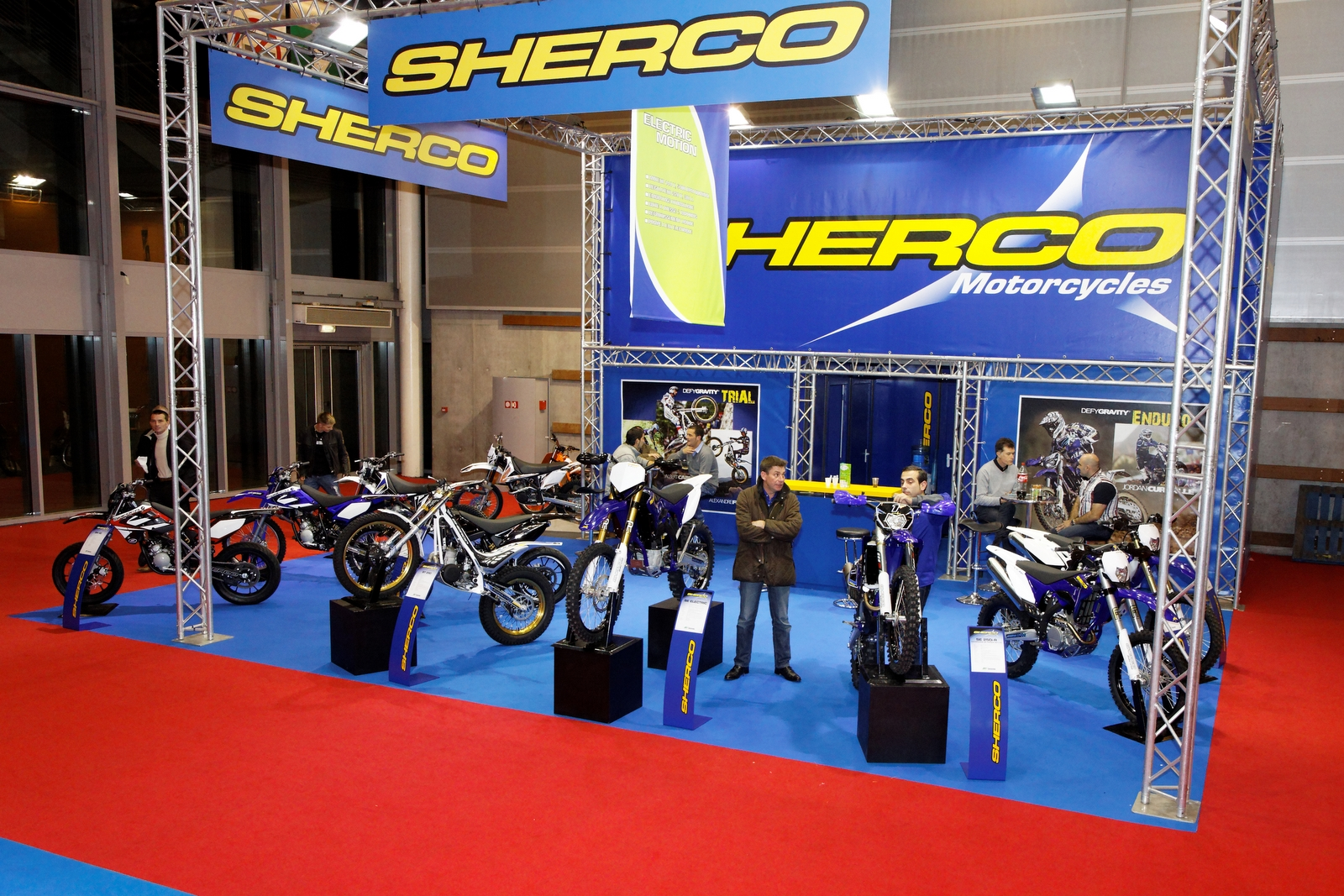
Sherco Motorräder auf einem Verkaufsstand in Paris

Sherco ist ein französisch-spanischer Motorradhersteller, der auf Offroad-Motorräder und Trial-Motorräder spezialisiert ist. Außerdem ist das von Marc Teissier und Andreu Codina gegründete Unternehmen Produzent von Enduro- und Supermoto-Bikes. Im deutschsprachigen Raum ist das Unternehmen durch die Rallye Dakar und den Endurosport bekannt. Zum 1. Januar 2025 waren in Deutschland 1162 Sherco-Krafträder zum Straßenverkehr zugelassen.

## Unternehmensgeschichte
Das Unternehmen wurde 1998 von Marc Teissier gegründet und verfügt über zwei Produktionsstätten, eine Fabrik in Caldes de Montbui, Spanien, in der die Trial-Bikes des Unternehmens hergestellt werden, sowie über eine Fabrik in Nîmes, Frankreich, in der Enduro- und Supermoto-Bikes gefertigt werden.
Der Name Sherco wurde aufgrund juristischer Schwierigkeiten aus dem ursprünglich verwendeten Namen des spanischen Herstellers Bultaco und Sherpa gebildet. Das erste Sherco-Motorrad erschien 1999, ein Zweitaktmotorrad mit 272 cm³ Hubraum, 20 PS und einem Trockengewicht von 70 kg für den Trial-Sport. 2005 wurde das Erfolgsmodell um einen Viertaktmotor mit 317 cm³ Hubraum ergänzt. Im gleichen Jahr erschien eine Viertakt-Enduro mit 449 cm³ Hubraum und elektronischer Einspritzung. 2007 erschien eine Sonderausgabe, die „Cabestany Réplica“, in Anlehnung an den spanischen Trial-Weltmeister Albert Cabestany. Im Jahr 2009 ging die Marke Scorpa, ebenfalls ein Hersteller von Trial-Motorrädern, in Liquidation. Die französische Marke wurde in das Unternehmen Sherco eingegliedert.
Bei der Rallye Dakar 2009 wurde das Unternehmen durch seinen ersten Einsatz bei diesem Wettbewerb einem breiteren Publikum bekannt. Mit dem Gewinn der ersten Etappe auf einer Sherco 4.5 machte David Casteu bei der Rallye Dakar 2010 auf die Marke aufmerksam. Ebenfalls 2010 wurde er mit Sherco Weltmeister in der Klasse 450 cm³ Offroad Rallyes.
Sherco erreichte im Jahr 2011 rund 11,3 Millionen Euro Umsatz. Das Unternehmen beschäftigt 60 Mitarbeiter in Spanien und produziert jährlich rund 7.000 Fahrzeuge.

## Modellpalette 2018
Aktuell stellt Sherco unter anderem Wettbewerbsmotorräder in der Trial-Klasse her. Die Zweitaktmotorräder mit 125, 250 und 294 cm³ Hubraum werden mit einem 6-Gang-Getriebe und einem Trockengewicht von maximal 69 kg ausgeliefert. Im Bereich Enduro stellt Sherco auch Viertaktmotorräder mit 249, 304 und 449 cm³ Hubraum her, die ein Trockengewicht von 102 bis 109 kg erreichen.